# Erich Rasner
Erich Ludwig Heinrich Rasner (* 7. März 1905 in Korbach; † 30. März 1981 in Bremen) war ein deutscher SS-Sturmbannführer. Er arbeitete ab 1933 für den Sicherheitsdienst und ab 1941 wurde er Leiter des Werkschutzes der Röchlingschen Eisen- und Stahlwerke (RESW; Vorläufer der Völklinger Hütte) und später auch Leiter des angeschlossenen Arbeitserziehungslagers Etzenhofen.

## Werdegang
Nach einer Kaufmannsausbildung arbeitete er bei der Korbacher Stadtsparkasse und wurde in den 1920er Jahren Zeitfreiwilliger bei der Reichswehr. Zum 1. März 1929 trat er in die NSDAP (Mitgliedsnummer 118.938) und SA ein. Nach seiner Soldatenzeit war er als Hilfsarbeiter tätig und wurde im Oktober 1931 SS-Mitglied (SS-Nummer 30.722). Von 1933 bis 1937 leitete er den Sicherheitsdienst im Abschnitt Kassel und wurde dann Abteilungsleiter im Oberabschnitt Fulda-Werra, bis er 1938 Abschnittsleiter in Augsburg und zum Sturmbannführer befördert wurde. Im März 1940 ging er als Inspektor zur Sicherheitspolizei in München.
Auf Empfehlung von Max Thomas wurde er 1941 Leiter des Werkschutzes der kriegswichtigen Röchlingschen Eisen- und Stahlwerke (RESW) in Völklingen. Er wurde von der Gestapo protegiert, da diese in ihm einen willkommenen Helfer in der RESW sah. Der Werkschutz beteiligte sich an Transporten von ausländischen Arbeitern, deren Überwachung im Werk und galt als Terrorinstrument schlechthin. Als Werkschutzleiter hatte Rasner einen Sitz im 1943 eingerichteten betrieblichen Schnellgericht, das zur Aburteilung als disziplinlos geltender Arbeiter gebildet worden war. Rasner wurde auch die Leitung des 1943 entstandenen RESW-Straflagers Etzenhofen übertragen.
Nachdem der Geschäftsleiter der RESW Hans-Lothar von Gemmingen mehrmals und zunächst vergeblich eine Versetzung von Rasner wegen dienstlicher Verfehlungen und dessen Hang zum Alkohol zu erwirken versucht hatte, schied Rasner 1944 bei der RESW aus und wurde Werk- und Luftschutzleiter beim Generalbeauftragten für die Eisenerzgruben in Lothringen, Ostfrankreich und Luxemburg in Metz.
Er war Träger des SS-Ehrendegens und des SS-Totenkopfringes.

## Untertauchen in der Nachkriegszeit
Nach dem Krieg tauchte er unter und lebte unter falschem Namen zunächst als Heinz Schneider und später als Fritz Puder in Hessen und Solingen. Die französische Sûreté suchte ihn 1950 „wegen Verbrechen gegen die Menschlichkeit“, begangen während seiner Zeit als Leiter des Werkschutzes und des Straflagers Etzenhofen sowie als Schnellrichter in der RESW. Auch die Staatsanwaltschaft Kassel ermittelte im selben Jahr in Abwesenheit gegen ihn. Er starb am 30. März 1981 in Bremen und wurde nie zur Verantwortung gezogen.